# Bitva o Kwajalein
Bitva o Kwajalein byla jedno ze střetnutí druhé světové války v rámci války v Tichomoří. Byla součástí operace FLINTLOCK, vedené proti japonským Marshallovým ostrovům v roce 1944. Souběžně s útokem na Kwajalein probíhala další v rámci téže operace bitva o Roi-Namur.

## Před bitvou
Po ukončení operace GALVANIC, během které byly obsazeny atoly Tarawa a Makin, se pozornost Američanů přesunula na Marshallovy ostrovy. Z několika nejdůležitějších ostrovů a atolů, byly vybrány Kwajalein, Roi-Namur a Majuro. Zbylé ostrovy se admirál Chester Nimitz, pověřený přípravou operace FLINTLOCK, rozhodl obejít a použít tak již osvědčenou taktiku žabích skoků, při které jsou k dobytí vybrány pouze určité cíle a ostatní ostrovy izolovány. K útoku na Kwajalein byl vybrán 52. operční svaz (nazvaný Jižní) pod vedením kontradmirála Turnera.

## Bitva

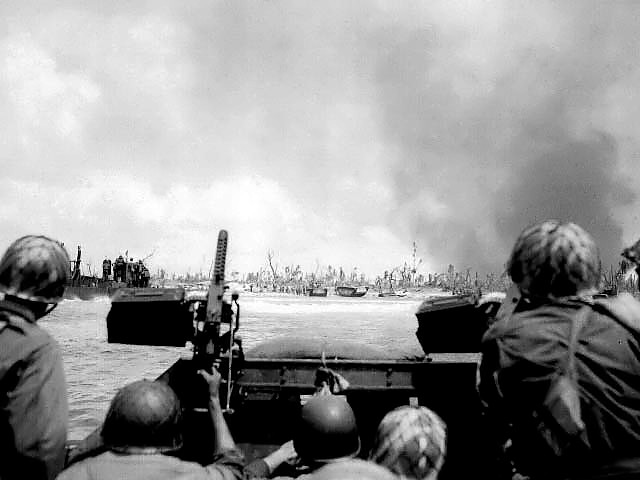
Vojáci 7. divize se vyloďují na Kwajaleinu

Kwajalein byl hlavní opěrný bod Japonců na Marshallově souostroví. Nacházel se na něm i hlavní velitel ostrovů, Monzo Akijama. Atol Kwajalein se skládá ze spousty ostrovů a ostrůvků. Před útokem na hlavní ostrov Američané museli obsadit dva ostrůvky se slabou japonskou posádkou, protože střežily vjezd do laguny atolu. Tento úkol splnila malá průzkumná jednotka krátce před půlnocí z 30. na 31. ledna. Na ostrovy doplula v gumových člunech poté, co byla vysazena z torpédoborce. 31. ledna ráno se situace opakovala na dalších dvou ostrůvcích. Na Enubuj, který byl ze všech doposud obsazených ostrovů největší, bylo poté umístěno 48 105mm děl a 12 155mm děl, která následující den pomohla k ostřelování hlavního ostrova.
Operace FLINTLOCK proslula díky velmi pečlivé palebné přípravě. Jak zde tak na Roi-Namuru děla velmi usnadnila pěchotě práci. Na Kwajalein dopadaly granáty už od 30. ledna, poslední granáty dopadly na ostrov až těsně před vyloděním 7. divize na plážích Červená 1 a Červená 2. Když vojáci vstoupili v 9:30 1. února na břeh, byli sami překvapeni výsledkem bombardování. 32. pluk vyloděný na pláži Červená 2 se nesetkal prakticky s žádným odporem a 184. pluk se na svém úseku musel občas vypořádat s osamocenou palbou. Během dvanácti minut se vylodilo 1 200 mužů, aniž by byl někdo zraněn či zabit. Američané však museli počkat na tanky, aby mohli postoupit vpřed. Nakonec jim ale stejně nebyly moc platné, poněvadž zapadaly do jednoho kráteru za druhým. Když se konečně hnuli od pobřeží, objevil se před nimi močál, ve kterém by tanky mohly uváznout. Proto byly přivolány na pomoc buldozery, které vybudovaly provizorní cestu. Ve čtyři hodiny odpoledne již bylo na ostrově 11 000 mužů, což stačilo k zahájení rozhodného úderu. Útok byl zastaven v šest hodin večer 1. února, aby se stihlo vybudovat opevnění na noc. Územní zisk nebyl malý, ale mohl být větší. Vojsko na ostrově byla pravidelná pozemní armáda, která postupovala pomalu a využívala své přesily v technice i v lidech. Mariňáci by se naopak hnali dopředu bez ohledu na riziko. Pomalý a jistý postup 7. divize, však znamenal, že ztráty byly velmi nízké, za první den to bylo pouhých 30 mrtvých a 40 zraněných.

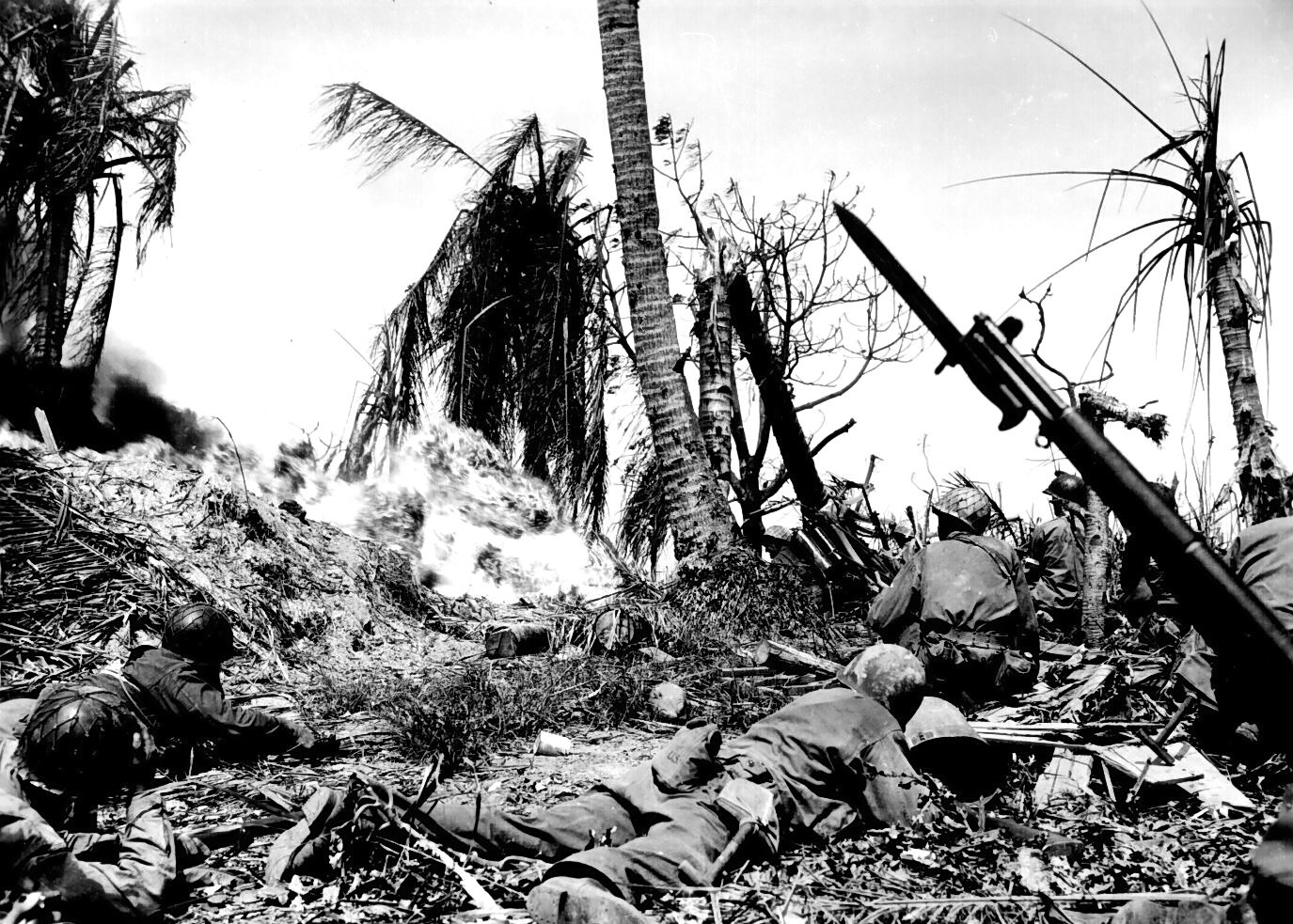
Američtí plamenometčíci likvidují japonské postavení na Kwajaleinu

Během noci z 1. na 2. února se za hustého deště pokusili Japonci o protiútok. Na pár místech sice linii prorazili, ale nakonec jich v boji muže proti muži byla většina pobita a po rozednění byly zničeny poslední malé skupinky. Od 7:15 pokračoval útok. Američané krok za krokem postupovali a pomocí granátů a plamenometů ničili nepřátelská ohniska odporu. Bombardování i přes jeho sílu však přežilo několik děl, která nyní komplikovala americký postup. Byla však všechna umlčena, zásluhou skvělé spolupráce s letectvem a loďstvem. Torpédoborce připlouvaly velmi blízko k břehům a mohli tak pálit na Japonce se smrtící přesností. Postupovat však i přes to nebylo vůbec snadné. Japonci se bránili do posledního muže a jejich fanatismus neznal mezí. Byl zaznamenán případ, kdy skupina japonských důstojníků vyběhla s úkrytu a pokoušeli se zničit tank svými šavlemi. Tvrdé boje probíhaly celý 2. únor i následující den. 4. února zbylo na ostrově 500 Japonců, zbídačených hladem a žízní, většinou s proraženými ušními bubínky, kteří se opevnili na severním cípu ostrova na posledních dvou stech metrech pobřeží. Do 15:30 byli téměř všichni pobiti a ostrov tím pádem padl do amerických rukou.